# Guillaume Pierre Godin
Guillaume Pierre Godin, O.P. (1260 - 4 de junho de 1336) foi um cardeal francês, Deão do Sagrado Colégio dos Cardeais.

## Biografia
Nascido em Baiona, era filho de Pierre Godin. Seu primeiro nome também é listado como Villelmo; listam-lhe algumas fontes com o segundo nome Petri; seu sobrenome também é listado como de Peyre Godin, de Godieu, Godiuus e Godinus.
Entrou na Ordem dos Pregadores (Dominicanos) em Béziers, em cerca de 1279. Obteve seu doutorado na Universidade de Paris em 1292. Foi professor de filosofia antes de 1282 e de teologia em 1287. Provincial de sua ordem em Provence, em 21 de julho de 1301. Nomeado como primeiro provincial de sua ordem em Toulouse, em 28 de setembro de 1303. Nomeado Mestre dos Sagrados Palácios, em Roma, em 1306.
Foi criado cardeal-presbítero no consistório de 23 de dezembro de 1312, recebendo o título de Santa Cecília. Passou para a ordem dos cardeais-bispos e assume a sé suburbicária de Sabina em 12 de setembro de 1317, mantendo in commendam o título de Santa Cecília. Nomeado embaixador em Castela, em 1320, ele presidiu o Concílio de Valladolid, em agosto de 1322. É nomeado Decano do Colégio dos Cardeais, em novembro de 1323. Ele é autor de uma coleção de documentos papais, além de ter mandado reconstruir as igrejas dominicanas de Baiona e Avinhão.
Morreu em 4 de junho de 1336 e foi enterrado em frente ao altar principal da igreja dos dominicanos em Toulouse, que havia reconstruído.

## Conclaves
- Conclave de 1314–1316 - participou da eleição do Papa João XXII
- Conclave de 1334 - participou como deão da eleição do Papa Bento XII